# São João do Sabugi
São João do Sabugi est une municipalité brésilienne située dans l'État du Rio Grande do Norte.